# Ropica Polska

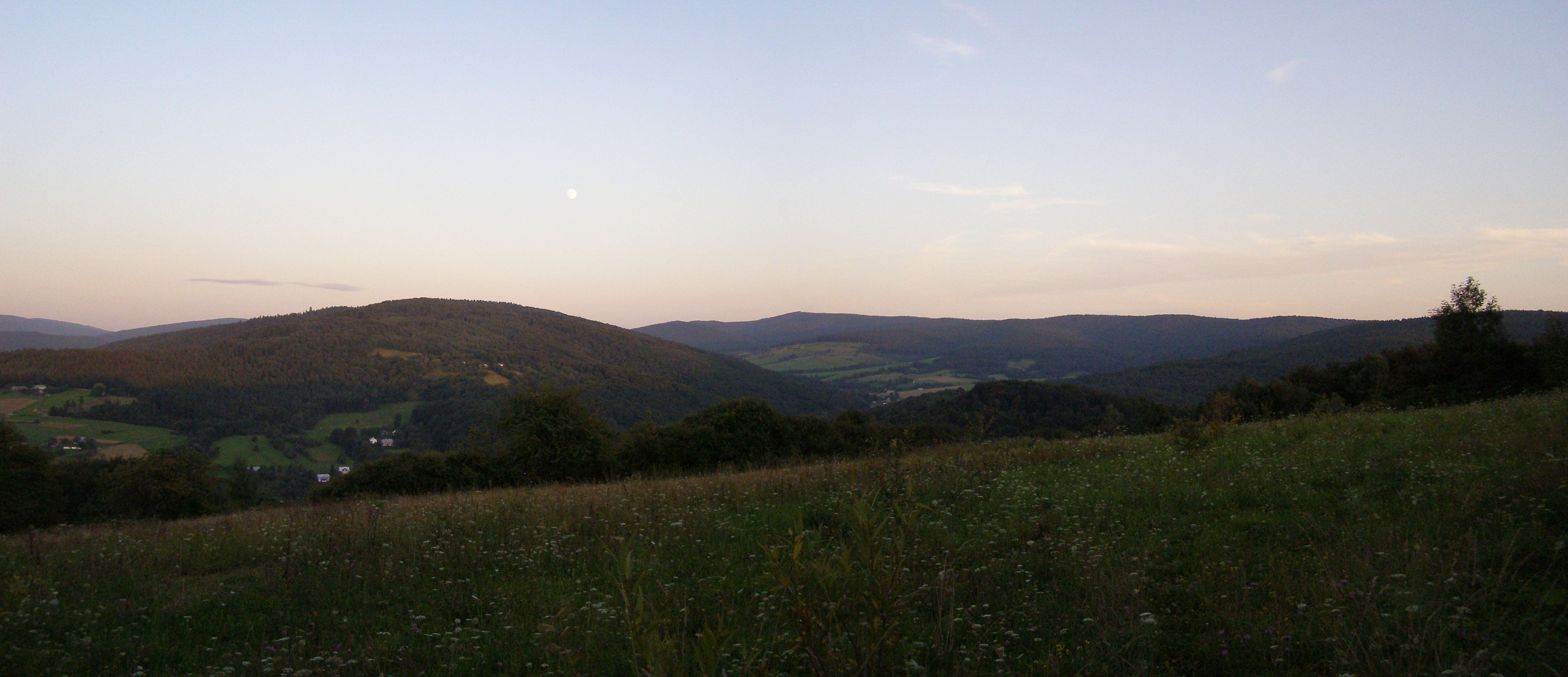
Ropica Polska. Panorama

Ropica Polska (w latach 1949-1990 Ropica Dolna) – wieś w Polsce, położona w województwie małopolskim, w powiecie gorlickim, w gminie Gorlice, nad Ropą dopływem Wisłoki.
W latach 1975–1998 miejscowość administracyjnie należała do województwa nowosądeckiego.

## Integralne części wsi
| SIMC    | Nazwa     | Rodzaj    |
| ------- | --------- | --------- |
| 0425538 | Ćwiercie  | część wsi |
| 0425544 | Garbacz   | część wsi |
| 0425550 | Na Góry   | część wsi |
| 0425567 | Taborówka | część wsi |

## Nazwa
Miejscowość pierwotnie nosiła nazwę Ropica i wzmiankowana była po raz pierwszy w 1404 roku. Nazwa pochodzi od nazwy rzeki Ropy, której etymologia związana jest z wyrazem pospolitym ropa w znaczeniu ‘gęsta ciecz’ lub po prostu ‘ropa naftowa’. Od XVIII wieku funkcjonowała forma Ropica Polska z członem dodanym na podstawie charakteru etnicznego wsi w celu odróżnienia od pobliskiej Ropicy Ruskiej. 3 września 1949 roku dokonano zmiany nazwy Ropica Polska na Ropica Dolna (przemianowano również Ropicę Ruską na Ropicę Górną). 1 stycznia 1991 roku przywrócona została forma Ropica Polska.

## Zabytki
Obiekty wpisane do rejestru zabytków nieruchomych województwa małopolskiego
- cmentarz wojenny nr 86 z I wojny światowej,
- kaplica przydrożna, poł. XIX w.,
- ogród dworski, XIX wiek.

W miejscowości ma swoją siedzibę parafia Miłosierdzia Bożego, należąca do dekanatu Gorlice, diecezji rzeszowskiej.

Na jednym z najwyższych wzniesień miejscowości znajduje się krzyż milenijny.
We wsi działają zespoły artystyczne: Szok, Ropicoki, Fraszka, Bąbelki.
Zespół Szkół w Ropicy Polskiej bierze czynny udział w wymianach ze szkołami europejskimi i projekcie Comenius, a także w projekcie „Partnerzy Przyszłości”.

## Szlaki turystyczne
- od szosy Gorlice – Grybów do cmentarza nr 86 (szlak cmentarny)